# Сен-Барнабе (Франция)
Сен-Барнабе́ (фр. Saint-Barnabé, брет. Sant-Barnev) — коммуна во Франции, находится в регионе Бретань. Департамент — Кот-д’Армор. Входит в состав кантона Лудеак. Округ коммуны — Сен-Бриё.
Код INSEE коммуны — 22275.

## География
Коммуна расположена приблизительно в 390 км к западу от Парижа, в 80 км западнее Ренна, в 45 км к югу от Сен-Бриё.

## Население
Население коммуны на 2016 год составляло 1 251 человек.
| 1962 | 1968 | 1975 | 1982 | 1990 | 1999 | 2008 | 2016 |
| ---- | ---- | ---- | ---- | ---- | ---- | ---- | ---- |
| 922  | 877  | 948  | 1249 | 1459 | 1341 | 1252 | 1251 |

## Администрация
| Период | Период | Фамилия      | Партия       | Примечания |
| ------ | ------ | ------------ | ------------ | ---------- |
| 2001   | 2014   | Роже Готье   |              | пенсионер  |
| 2014   |        | Жорж Ле Фран | Разные левые | фермер     |

## Экономика
В 2007 году среди 849 человек в трудоспособном возрасте (15—64 лет) 654 были экономически активными, 195 — неактивными (показатель активности — 77,0 %, в 1999 году было 71,7 %). Из 654 активных работали 615 человек (335 мужчин и 280 женщин), безработных было 39 (16 мужчин и 23 женщины). Среди 195 неактивных 53 человека были учениками или студентами, 104 — пенсионерами, 38 были неактивными по другим причинам.

## Города-побратимы
- Сен-Барнабе (Канада)

## Фотогалерея

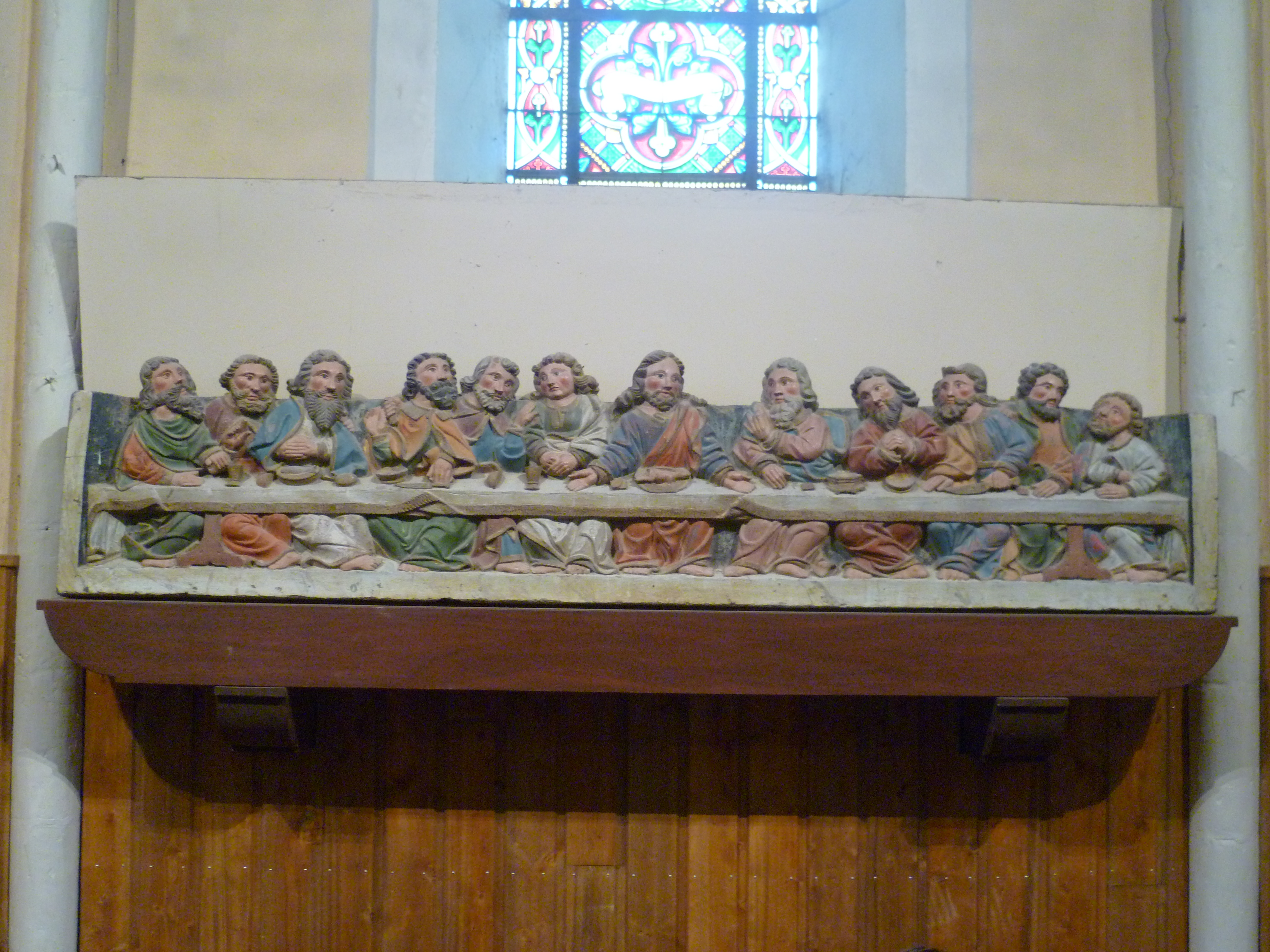
Изображение 12 апостолов в церкви Сен-Барнабе
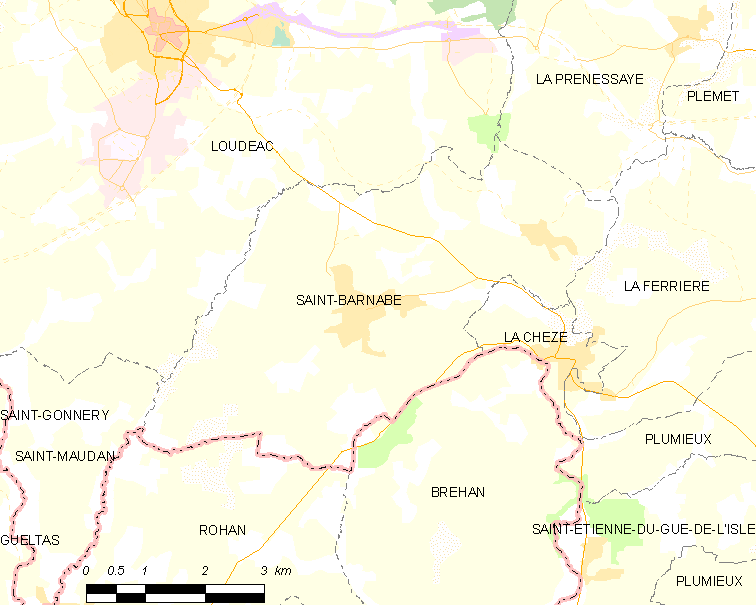
Карта коммуны